# Atanazy Zachariasz Furs
Atanazy Zachariasz Furs (ur. 1610, zm. 1649) – duchowny greckokatolicki. Nominowany 14 czerwca 1649 na unickiego ordynariusza chełmskiego, zmarł przed objęciem eparchii.